# Oktober 1933
| Deze maand                                                                  |
| --------------------------------------------------------------------------- |
| - Duitsland verlaat de Volkenbond - Opstand in Siam - Onlusten in Palestina |

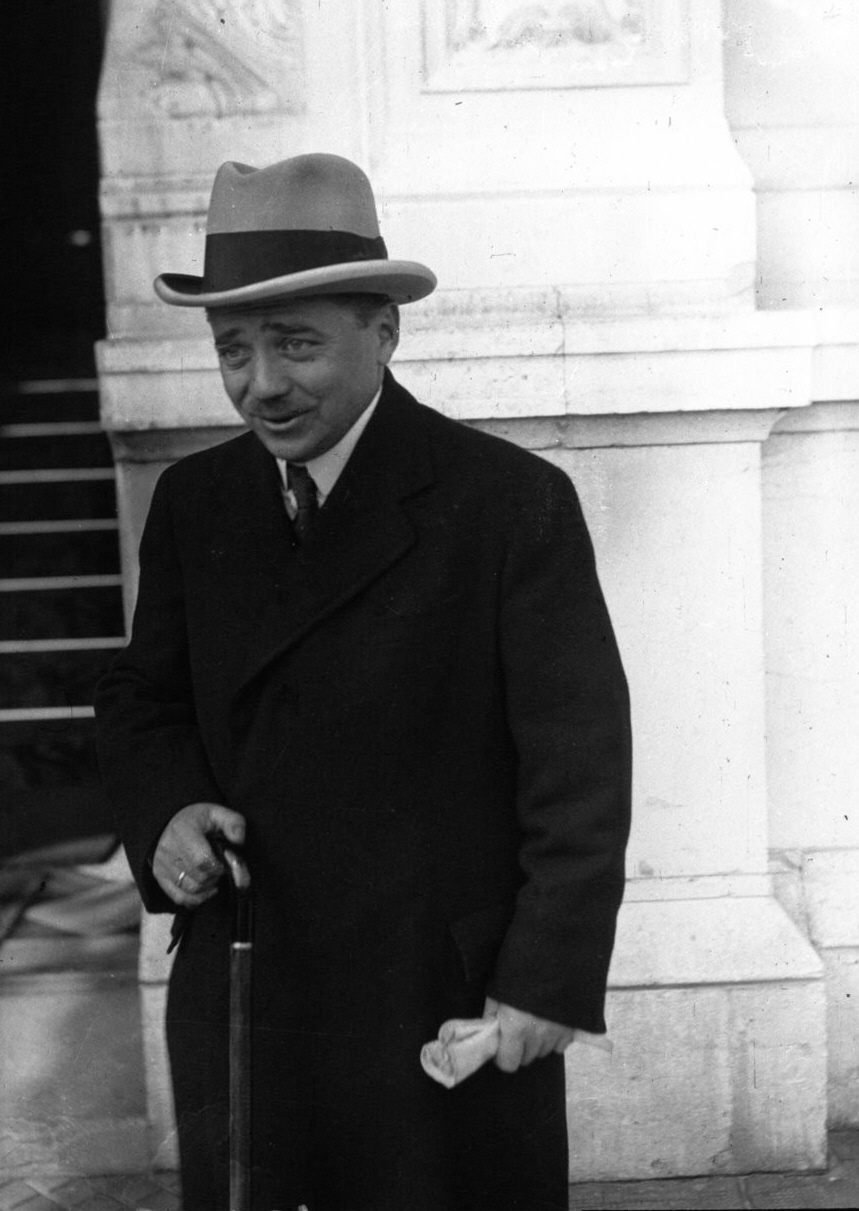
Engelbert Dollfuss

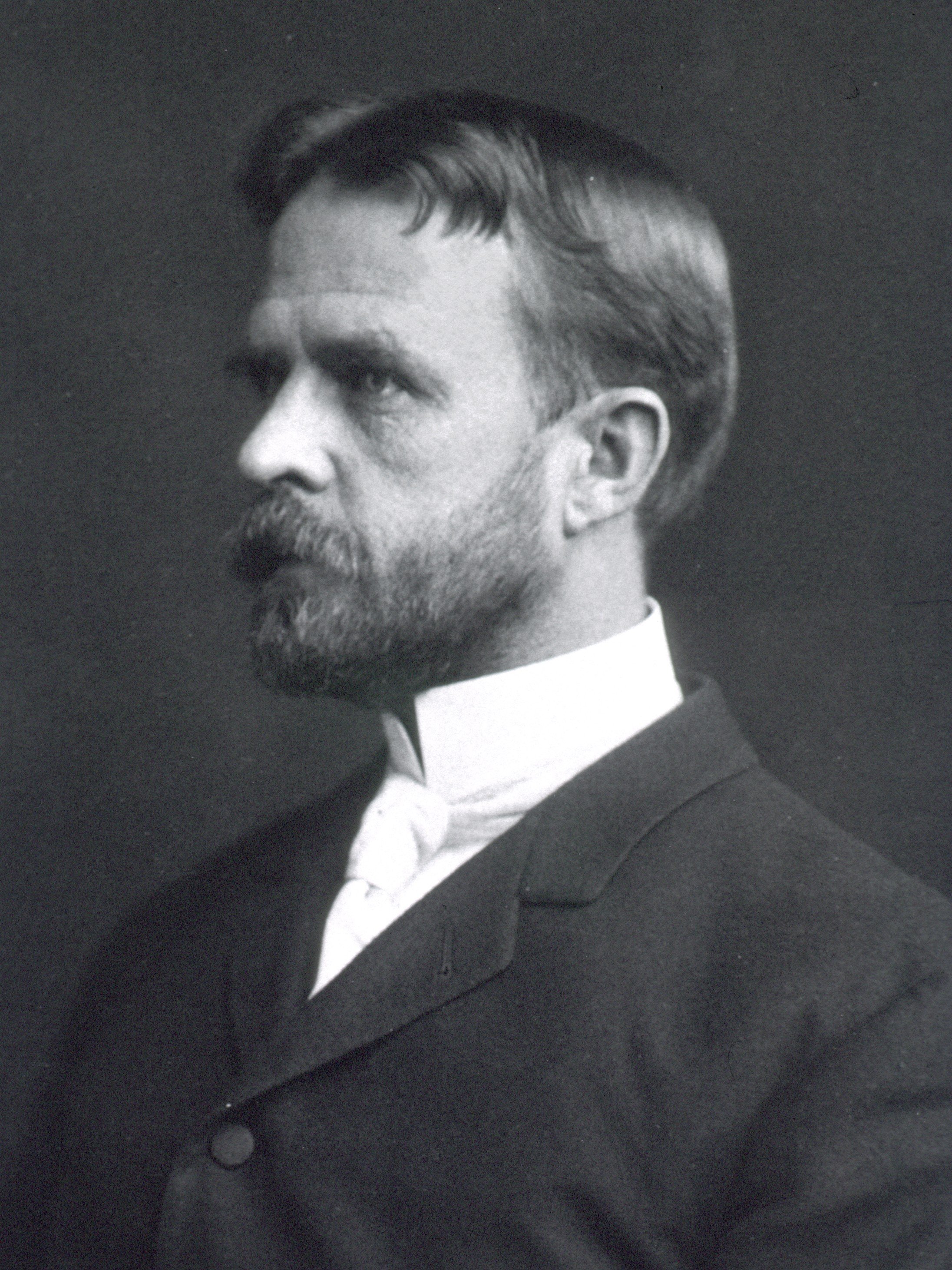
Thomas Hunt Morgan

De volgende gebeurtenissen speelden zich af in oktober 1933. Sommige gebeurtenissen kunnen één of meer dagen te laat zijn vermeld doordat ze op de datum staan aangegeven waarop ze bekend zijn geworden in plaats van de datum waarop ze werkelijk hebben plaatsgevonden.
- 3: De nationaalsocialist Rudolf Dertil pleegt een aanslag op de Oostenrijkse kanselier Engelbert Dollfuss, waarbij deze aan een arm gewond raakt.
- 3: Nadat het parlement een motie van wantrouwen aanneemt, treedt de Spaanse regering-Lerroux af.
- 3: Een menigte plundert en verwoest Hotel National in Havana. President Ramón Grau San Martin is onvindbaar. De menigte roept Fulgencio Batista tot heerser van Cuba uit.
- 4: Bij de arrestatie van een Oostenrijkse nationaalsocialist worden plannen tot oprichting van een nationaalsocialistische spionagedienst ontdekt.
- 6: De nationaalsocialistische partij in Tsjecho-Slowakije wordt verboden.
- 6: Op de Filipijnen wordt besloten geen referendum te houden over de Amerikaanse onafhankelijkheidsvoorstellen.
- 8: Alle Duitse kranten en tijdschriften dienen een "Schriftleiter" te krijgen die onware, ordeverstorende, staatsonvriendelijke, smadende en onzedelijke artikelen moet tegenhouden.
- 8: Het Vlaamsch Nationaal Verbond wordt opgericht.
- 9: In Spanje wordt een nieuwe regering gevormd onder leiding van Diego Martínez Barrio.
- 9: De Ontwapeningsconferentie wordt heropend. Voorzitter Arthur Henderson meldt over welke zaken wel en geen gemakkelijke overeenstemming te verwachten is.
- 10: De Spaanse Cortes Generales wordt ontbonden. Nieuwe verkiezingen worden vastgesteld voor 19 november.
- 10: De Volkenbond stelt een orgaan in om Duitse vluchtelingen (voornamelijk Joden) te helpen.
- 10: Argentinië, Brazilië, Chili, Mexico, Uruguay en Paraguay ondertekenen in Rio de Janeiro een niet-aanvalsverdrag.
- 10: Tsjecho-Slowakije verscherpt de dienstvoorschriften voor ambtenaren. Ambtenaren die zich aan staatsvijandige acties schuldig maken of van staatsvijandige partijen lid zijn, kunnen op staande voet ontslagen worden.
- 11: Tweeduizend Duitse predikanten (van wie 20 tekenend) protesteren tegen de nationaalsocialistische gelijkschakeling van de kerk (splitsing in Arische en niet-Arische kerken, onderdrukking van tegengeluiden).
- 11: In Oostenrijk wordt publieke verspreiding van de socialistische Arbeiter Zeitung verboden. De krant mag slechts per post aan abonnees gestuurd worden.
- 11: België versterkt de verdedigingswerken langs de Duitse grens en rond Luik, en schaft extra militaire vliegtuigen, artillerie en automatische wapens aan.
- 13: Het Verenigd Koninkrijk, Frankrijk en de Verenigde Staten verklaren dat uitbreiding van de Duitse bewapening ontoelaatbaar is.
- 14: Duitsland, ontevreden over zijn onmogelijkheid de gewenste 'bewapeningsgelijkheid' te krijgen, stapt uit de Volkenbond en de Ontwapeningsconferentie.
- 16: De sociaaldemocraten in Oostenrijk eisen herstel van het parlement en de vrijheid van vergadering en drukpers en ontbinding en ontwapening van fascistische groepen.
- 17: In Siam is een gewapende opstand uitgebroken. De marine heeft zich bij de opstandelingen aangesloten.
- 17: De regering van Joegoslavië treedt af na een intern conflict over de financiering van de werkverschaffing.
- 18: De Amerikaanse vakbonden besluiten tot een boycot van Duitse goederen uit protest tegen de afwezigheid van vakbondsvrijheid en de Jodenvervolgingen.
- 19: Denemarken besluit tot modernisering van zijn leger.
- 20: Bij verkiezingen in Noorwegen stijgt de Arbeiderspartij van 47 naar 69 van de 150 zetels.
- 21: In IJsland wordt een referendum gehouden over de intrekking van het drankverbod. Uiteindelijk blijkt de uitslag 15.384 voor, 11.624 tegen te zijn.
- 22: Tsjecho-Slowakije verklaart niet meer in staat te zijn zijn schulden aan de Verenigde Staten te voldoen.
- 23: De Nobelprijs voor de Geneeskunde wordt toegekend aan Thomas Hunt Morgan voor zijn onderzoek naar aard en functie van de chromosomen.
- 23: De Verenigde Staten en de Sovjet-Unie bespreken hervatting van de betrekkingen, een eventueel vriendschaps- en niet-aanvalsverdrag en de situatie in het Verre Oosten.
- 24: De Franse regering-Daladier valt over de verlaging van de ambtenarensalarissen.
- 24: Duitsland zegt het handelsverdrag met Finland op, maar stelt gedurende de opzegtermijn over een nieuw verdrag te willen onderhandelen.
- 24: De Tweede Kamer stemt in met de opheffing van 2 rechtbanken (Tiel en Winschoten) en 38 kantongerechten.
- 25: De Sovjet-Unie heft het embargo op de export van goud naar de Verenigde Staten op.
- 25: De Duitse minister van Buitenlandse Zaken verklaart dat Japanners in Duitsland niet als kleurlingen gelden.
- 25: David Beatty, opperbevelhebber van de vloot tijdens de Eerste Wereldoorlog, bepleit een uitbreiding van de Britse oorlogsvloot.
- 26: De verdedigingswerken van Hongkong worden versterkt.
- 26: De VARA krijgt een verbod om de Internationale over de radio uit te zenden.
- 27: Duitsland stapt ook uit het Internationaal Arbeidsbureau.
- 27: De regering van Joegoslavië meldt dat om economische redenen de buitenlandse schulden slechts gedeeltelijk kunnen worden afbetaald.
- 27: In Frankrijk wordt een nieuwe regering gevormd onder leiding van Albert Sarraut (RRRS).
- 28: Japan protesteert bij de Verenigde Staten tegen de confiscatie van gronden van de Japanner Ishizo Shimizu op Guam.
- 29: De regering van Irak treedt af.
- 30: Bij Arabische demonstraties tegen de immigratie van Joden in Palestina komt het tot ernstige onlusten.

Geen datum:
- In Kaapstad is een nationaalsocialistische organisatie actief, de Grijshemden.

<< · januari · februari · maart · april · mei · juni · juli · augustus · september · oktober · november · december · >>